# Vilhelm Møller
Frederik Vilhelm Møller (født 6. oktober 1846 i Humlebæk, død 23. august 1904 i Hornbæk) var en dansk forfatter og udgiver. 
Vilhelm Møller var søn af købmand F.V. Møller og Karen Marie født Holm, blev student fra Sorø Akademi 1865, studerede nogle år jura og statsvidenskab, men fulgte så sine litterære og journalistiske tilbøjeligheder, blev medarbejder ved det af Robert Watt 1868 stiftede dagblad Dagens Nyheder og begyndte selv i efteråret 1870 udgivelsen af Nyt dansk Maanedsskrift, hvis formål bl.a. var at gøre udlandets åndsstrømninger særlig på de videnskabelige områder kendte her hjemme. Tidsskriftet, der blandt sine medarbejdere havde flere af de unge forfattere, der sluttede sig til Georg Brandes, ophørte at udkomme i 1874. 
Et års tid udgav Møller en slags fortsættelse i ugeskriftet Flyvende Blade, men overtog så i 1877 redaktionen af det af Richard Kaufmann stiftede ugeblad Nutiden. Heri skrev han i årenes løb en stor mængde artikler: Karakteristikker af forfattere og skuespillere, kritikker af bøger og teaterforestillinger, populære fremstillinger fra naturlivets område med mere Nutiden ophørte at udkomme 1890. Senere har han bistået forlagsboghandler Ernst Bojesen ved udgivelsen af Juleroser og det illustrerede skandinaviske hæfteskrift Norden. 
Lejlighedsvis har han skrevet artikler i de fleste københavnske blade og fra 1890 teaterartikler i Tilskueren, skarpe, men interessante kritikker og betragtninger af dramaturgisk art, der vidne om indgående kendskab til og fin sans for scenens kunst. 1893 beskikkedes han til censor for privatteatrene i København, fra 1895 tillige for varieteernes repertoire.
Allerede meget tidlig begyndte Møller sin ret omfattende udgivervirksomhed med en udgave af Carl Baggers samlede værker (1866-67); siden har han udgivet Ilia Fibigers Digte (1867), et udvalg med biografier af glemte danske digtere fra det 19. århundrede under titlen Efterklang (1867), efter J.P. Jacobsens død dennes Samlede Skrifter (1888) samt i 1893 Darwin, hans Liv og Lære, hvori han samlede de af Jacobsen skrevne artikler om Darwins værker, som han supplerede med bl.a. en skildring af Darwins Liv og personlighed. Endnu under udgivelse er Verdenslitteraturens Perler, en refererende oversigt over alle tiders mest berømte digterværker. Endvidere har han foretaget en del oversættelser og bearbejdelser af fremmede værker af æstetisk og populær-videnskabelig art.
Møllers omfattende litterære virksomhed vidner om alsidige kundskaber, vågen kritisk sans og selvstændig opfattelse. Han er rig på ideer og planer, og denne åndslivlighed præger også hans fremstilling og stil, der undertiden er noget sær ligesom hans synsmåde, men altid fængslende.
Møller, der i februar 1896 udnævntes til titulær professor, var først gift med Agnes født Jensen og ægtede 1897 Augusta Julie Petersen, født Dons, datter af kaptajn, direktør J. Dons og enke efter pianofortefabrikant Johannes Albert Petersen. 1903 blev han Ridder af Dannebrog. Vilhelm Møller er begravet på Assistens Kirkegård.